# Липпи, Лоренцо
Лоре́нцо Ли́ппи (итал. Lorenzo Lippi; 3 мая, 1606 — 15 апреля, 1665) — итальянский художник и поэт эпохи барокко.

## Биография
Родился в городе Флоренция. Обучался у Маттео Роселли. На формирование молодого художника повлияли произведения флорентийского мастера Санти ди Тито.
Длительное время работал во Флоренции. Среди его приятелей этого времени — неаполитанский художник и литератор Сальватор Роза, который работал во Флоренции в период 1640—1649 годов. Оба разбирались в литературе. Вместе с Сальватором Роза они основали литературный кружок (академия Перкосси).
В 1647 году Липпи прибыл в Инсбрук, где ему предложили должность придворного художника при дворе Клаудии Медичи. Создавал портреты, аллегории, картины и фрески для храмов. Среди работ этого периода — ряд парадных портретов в стиле Юстуса Сустерманса.
В возрасте сорока лет Лоренцо Липпи познакомился с дочерью состоятельного скульптора Джованни Франческо Сусини, Элизабеттой и заключил с ней брак.
Несмотря на занятия живописью, Лоренцо Липпи не оставлял и литературного труда. Среди его известных литературных произведений — «Malmantile Racquistato», опубликованный под анаграмматическим псевдонимом Perlone Zipoli. Это пародийное произведение (бурлеск), состоящее из отдельных историй. Общая сюжетная линия — экспедиция по отвоёвыванию крепости, отнятой у её подлинной властительницы. Произведение написано на тосканском диалекте, изобилующем местными и идиоматическими выражениями. Вскоре произведение стало довольно популярным и впервые было напечатано в 1688 году, уже после смерти автора.
Лоренцо Липпи умер во Флоренции, по свидетельствам, от воспаления лёгких. Погребение состоялось в церкви Санта Мария Нуова.

## Избранные картины
- «Лот и его дочери»

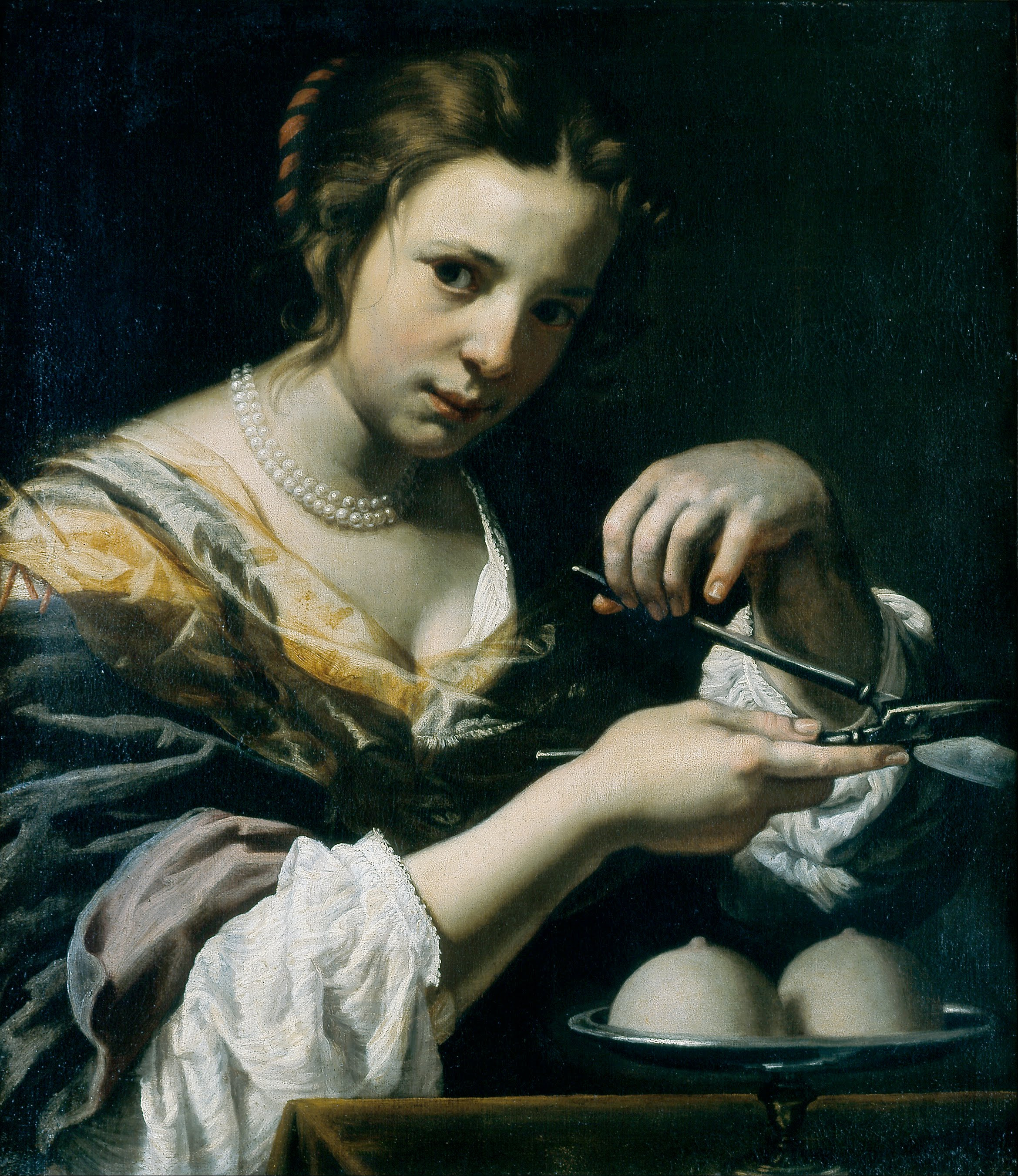
Л. Липпи. Святая Агата. Между 1638 и 1644

- «Мадонна с младенцем и Иоанном Крестителем ребёнком»
- «Аллегория фальши»
- «Аллегория молодости»
- «Аллегория музыки»
- «Казнь св. Екатерины»
- «Мужской портрет»
- «Христос и самаритянка»
- «Апостол Андрей»
- «Святая Агата»
- «Святая Екатерина»
- «Святая Троица»
- «Св. Тома раздает милостыню»
- «Мадонна и семь разных святых»
- «Эрминия находит раненого возлюбленного Танкреда»